# Вјетреница
Вјетреница је пећина у Босни и Херцеговини, у Федерацији БиХ. Ово је највећа и најпознатија пећина у БиХ и представља заштићени споменик природе и туристичко одредиште у југоисточном делу Херцеговине. Смештена је 300 метара источно од села Завала, на западном крају Попова поља, у општини Равно. Удаљена је 12 km од места Слано на обали Јадранског мора (Хрватска). Укупно је откривено око 7.014 метара подземних канала. У пећини се налазе пространи ходници и дворане и богат хидрографски свет са бројним језерима, неколико водопада, више сталних потока и на десетине мањих периодичних токова који теку разним смеровима. Ова пећина је заштићени споменик природе од 1950. године. Температура у пећини је константна током целе године и износи 11,4 °.

## Историја истраживања
Прво навођење Вјетренице као занимљивог пећинског феномена забележено је код Плинија Старијег у његовом делу Historia naturalis, 77. године. Највећа открића вршио је чешки спелеолог Карел Абсолон у периоду од 1912. до 1914. године, док ју је први научно описао београдски истраживач Михајло Радовановић 1929. године. Каснија истраживања урађена су у склопу заједничког пројекта уређења пећине Вјетренице, које су извели спелеолошко друштво „Босанско-херцеговачки крш“ и фирма „Енергоинвест“ из Сарајева у периоду од 1958. до 1961. године. Нову топографску карту подручја израдио је СО „Велебит“ из Загреба 2002. године. Од 2002. сваке године одржавају се спелеоелошки кампови.

## Палеонтолошка открића
У Вјетреници је до сада пронађен читав низ занимљивих палеонтолошких налаза, међу којима се издвајају цео костур леопарда (Panthera pardus), пронађен 1968. године, као и више делимичних налаза остатака животиња. Најцеловитији палеонтолошки опис пећине до сада је урадио Мирко Малез, 1969. године.

## Зоолошке карактеристике
Вјетреница поседује веома богат пећински свет, у којем је забележено скоро 200 различитих животињских врста, од којих 91 троглобионата, а 37 њих је први пут пронађено и описано управо на овом месту (лат. Locus typicus). Најпознатији представник биодиверзитета пећине је човечја рибица (лат. Proteus anguinus), која насељава ужи део крашких подручја Босне и Херцеговине, а поред тога живи још само у Италији, Словенији и Хрватској.

## Вјетреница данас
Пећина је била електрифицирана у дужини од 1.050 метара, стаза с прекидима уређена до 1.800 метара, а отворена је за туристичке посете од 1964. године. У грађанском рату у БиХ доста опреме је уништено, али је спелеолошко удружење Вјетреница — Попово поље обновила туристички програм уз провизорно осветљење. Урађен је и пројект модерне електрификације нисконапонском струјом. Посете Вјетреници су могуће сваког дана. Године 2004. пећина је кандидована за прелиминарну листу светске баштине Унеска. Током 2010. године, реконструисана је расвета у пећини и уређена туристичка стаза постављањем рукохвата. Данас је за туристе доступно око 650 метара пећине.
Програм популаризације обухватио је израду веб странице, покренути су културни сусрети у Вјетреници, штампана пригодна поштанска марка, а урађена су и два документарна филма са четири епизоде.